# ارکستر سمفونیک لندن
ارکستر سمفونیک لندن (انگلیسی: London Symphony Orchestra) در سال ۱۹۰۴ بنیان‌گذاری شد و قدیمی‌ترین ارکستر سمفونیک در لندن به‌شمار می‌رود. این ارکستر را تعدادی از نوازندگانی که ارکستر هنری وود en:Henry Wood را ترک گفته بودند، بنا نهادند.